# Halász János (kosárlabdázó)
Halász János (Szeged, 1929. május 15. – 2017. október 30.) magyar kosárlabdázó.

## Élete
1946 és 1948 között a Szegedi Postás, majd a Csepeli MTK (1949) csapatában játszott. 1953-54-ben a Szegedi Haladás, majd 1955-ben és 1956-ban a Budapest Lokomotív játékosa volt. 1957 és 1962 között a Szegedi EAC-ot erősítette.
Az 1948. évi nyári olimpiai játékokon 16., a következő évben az Országos Bajnokságban ötödik, 1950-ben hatodik lett. 1957-58-ban, illetve 1958-59-ben ismét ötödik az OB-n.
1948 és 1954 között 12-szeres válogatott volt.